# Gabriel Báthory
Gabriel Báthory (în maghiară Báthory Gábor), (n. 15 august 1589, Oradea  – d. 27 octombrie 1613, Oradea) a fost principe al Transilvaniei între 1608-1613, ultimul principe din familia Báthory. 

Blazonul nobiliar al familiei Báthory, din spița Gutkeled

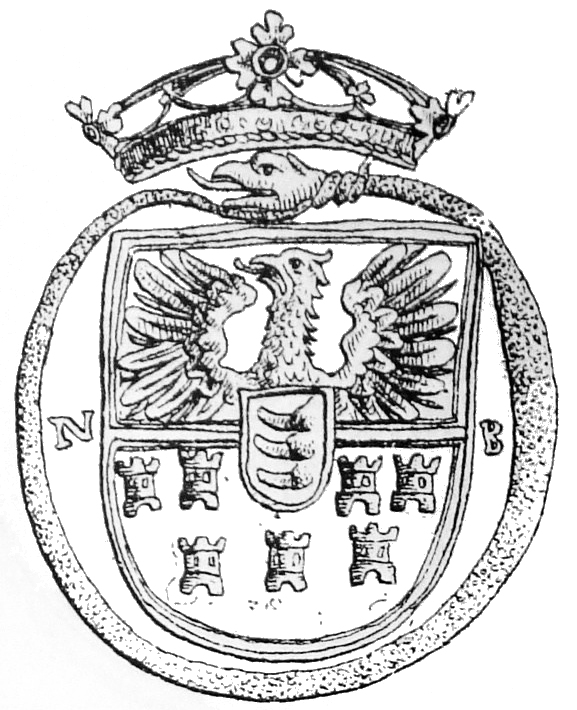
Blazonul lui Gabriel Báthory, 1609

## Biografie
Fiu al jupanului / jupânului comitatului Crasna Ștefan Báthory / Báthory István (1553–1601) și al baronesei Zsuzsanna Bebek de Pelsőc († 1595), Gabriel I Báthory era nepotul cardinalului Andrei Báthory, efemer principe al Transilvaniei.
Născut la Oradea în 1589, a fost ales, la rândul său principe al Transilvaniei la 7 martie 1608 după abdicarea lui Sigismund Rákóczi. Gabriel Bethlen l-a susținut la început și l-a ajutat în obținerea domniei. Domnia sa a fost caracterizată de instabilitate permanentă. 
După ce l-a învins pe domnul Țării Românești Radu Șerban în ianuarie și februarie 1611, el a ocupat Țara Românească timp de un an. Prin modul său agresiv de guvernare și atitudinea sa imorală și-a făcut mulți dușmani în rândul nobilimii ardelene. Odată cu ocuparea orașului liber Sibiu și-a atras și împotrivirea națiunii săsești. Din cauza războaielor pornite împotriva Țării Românești a stârnit mânia Porții Otomane. Văzând caracterul atât de odios al lui Gabriel Báthory și influența sa negativă asupra țării, Gabriel Bethlen a pornit cu ajutor turc și român împotriva lui Gabriel Báthory. Pentru a-și salva tronul, Gabriel Báthory a fost gata să predea Oradea turcilor. Supușii săi l-au destituit în septembrie-octombrie 1613, în favoarea lui Gabriel Bethlen. A murit asasinat la 27 octombrie din același an, chiar de proprii săi soldați. 
 A fost înmormântat la Nyírbátor, în județul Szabolcs-Szatmár-Bereg, din Ungaria.
După Gabriel, familia sa a încetat să mai conducă principatul.